# Azarea indica
Azarea indica är en insektsart som beskrevs av Singh, A. 1979. Azarea indica ingår i släktet Azarea och familjen gräshoppor. Inga underarter finns listade i Catalogue of Life.